# 山中克郎
山中 克郎（やまなか かつお、1959年 - ）は、日本の医学者、医師。学位は、博士（医学）。
諏訪中央病院看護専門学校長。元福島県立医科大学会津医療センター教授、元藤田保健衛生大学教授。専門は総合内科学、総合診療医学、血液内科学、医学教育、地域医療。

## 略歴
- 1959年 - 三重県生まれ[1]
- 1985年 - 名古屋大学医学部卒業[2]
- 1985年 - 名古屋掖済会病院研修医[2]
- 1987年 - 名古屋大学大学院医学系研究科免疫内科[2]
- 1989年 - バージニア・メイソン研究所（米国シアトル）研究員[2]
- 1995年 - 名城病院内科[2]
- 1998年 - 国立名古屋病院血液内科[2]
- 1999年 - カルフォルニア大学サンフランシスコ校一般内科[2]
- 2000年 - 国立名古屋病院総合内科[2]
- 2004年 - 国立病院機構名古屋医療センター総合診療科[2]
- 2006年 - 藤田保健衛生大学救急総合診療部准教授[2][3]
- 2010年 - 藤田保健衛生大学救急総合内科教授・藤田保健衛生大学病院総合救命救急センター副センター長[2]
- 2014年 - 諏訪中央病院院長補佐[2]
- 2019年 - 福島県立医科大学会津医療センター総合内科学講座教授・臨床教育センター長[2]
- 2024年 - 諏訪中央病院看護専門学校長